# Liebenau (Hesse)
Liebenau é um município da Alemanha, situado no distrito de Kassel, no estado de Hesse. Tem 48,87 km² de área, e sua população em 2019 foi estimada em 3.005 habitantes.